# Архитектурное бюро «Фельнер и Гельмер»
Архитектурное бюро Fellner & Helmer (также Atelier Fellner & Helmer) — было основано в 1873 году в Вене архитекторами Фельнером Фердинадом. (1847—1916) и Германом Гельмером (1849—1919) и действовало до 1919 года.

## Работы
Архитектурное бюро специализировалось на строительстве театров, строительство которых было инициировано Фелльнером и участвовало в строительстве 48 театральных зданий в Европе. Бум театрального строительства около 1900 годов способствовал специализации бюро. Желание буржуазии было определяющим в строительстве театров. Кроме того, были ужесточены требования безопасности в отношении противопожарной защиты, к этому привел пожар в Рингтеатре в 1881 году, что потребовало переоборудования уже существующих театров. Хелмер, в частности, принимал активное участие в разработке мер предосторожности, а также испытаниях и правилах пожарной безопасности и работал в ряде комитетов. Почти монопольное положение архитекторов в Австро-Венгрии привело к тому, что архитектурное бюро смогло гарантировать высокое качество при низких затратах и быстрой реализации — надежность, предсказуемость и профессионализм. Их архитектурный стиль ознаменовал собой новую эру в архитектуре XX-го века. При строительстве зданий бюро переходило от строительства от чисто итальянского Ренессанса к барокко и модерну своих последних зданиях. В этих стилях строили не только театры, но и универмаги, банки, гостиницы, дворцы, загородные дворцы, а также загородные дома и виллы. Всего задокументировано более 200 построек. При строительстве использовали новейшие известные методы строительства.
Несмотря на множество войн и пожаров, почти все театры сохранились и работают и сегодня во многих европейских городах — это признак того, насколько дальновидными были венские архитекторы в 19 веке.

## История компании
После завершения учёбы Герман Гельмер присоединился к мастерской Фердинанда Фельнера I (1815—1871), у которого было заболевание сердца, примерно в 1871 году. Его сын Фердинанд Фельнер II активно поддерживал его с 1866 года. Он продолжал управлять студией после смерти отца. Затем, в 1873 году, Феллнер II и Гельмер основали архитектурное сообщество Fellner & Helmer. В первые годы Феллнер в основном отвечал за переговоры, управление строительством и встречи на месте, а Хельмер работал в офисе. Позже комиссии были разделены, и у каждого архитектора был свой штат. Однако работы всегда планировались в едином стиле и всегда проходили под общим названием студии.
Временами в студии работало до 20 архитекторов, чтобы справиться с заказами. Среди них были Франц Краусс, Рудольф Краус, Эрнст Готтильф, Александр Граф, Артур Майниг и Александр Нойманн, а также окончившие учёбу сыновья Фердинанда Феллнера III и Герман Хелмер младший. После смерти Феллнера II Хельмер старшего дело продолжил Хельмер младший. Однако после краха монархии Габсбургов более значительных заказов не поступало, и офис был окончательно распущен.

## Фильм
- Строители театра Гельмер и Фельнер — комнаты мечты. Документация, Австрия, 2008, 26 мин., режиссёр: Уте Гебхардт, производство: NDR, WEGA film Vienna, синопсис искусства